# CNET
CNET (abreviatura de "Computer Network") és un lloc web de mitjans nord-americà que publica ressenyes, notícies, articles, blocs, podcasts i vídeos sobre tecnologia i electrònica de consum a nivell mundial. CNET va produir originalment contingut per a ràdio i televisió a més del seu lloc web abans d'aplicar nous mètodes de distribució de mitjans mitjançant la seva xarxa de televisió per Internet, CNET Video, i les seves xarxes de podcasts i blocs.
Fundada el 1992 per Halsey Minor i Shelby Bonnie, va ser la marca insígnia de CNET Networks i es va convertir en una marca de CBS Interactive gràcies a l'adquisició d'aquesta unitat de CNET Networks el 2008. És propietat de Red Ventures des del 30 d'octubre de 2020.

## Història

### Orígens
Després de deixar PepsiCo, Halsey Minor i Shelby Bonnie van llançar c/net, una xarxa de cable de 24 hores sobre ordinadors i tecnologia el 1992. Amb l'ajuda del cofundador de Fox Network Kevin Wendle i l'antic soci creatiu de Disney Dan Baker, CNET va produir quatre programes pilot de televisió sobre ordinadors, tecnologia i Internet. CNET TV estava compost per CNET Central, The Web i The New Edge. CNET Central es va crear per primera vegada i es va emetre en sindicació als Estats Units a la xarxa dels EUA. Més tard, va començar a emetre's a la cadena germana Sci-Fi Channel dels EUA juntament amb The Web i The New Edge. Posteriorment, TV.com els va seguir el 1996. La personalitat dels mitjans de comunicació Ryan Seacrest va arribar per primera vegada a la prominència nacional a CNET, com a presentador de The New Edge i fent diversos treballs de veu en off per a CNET.
CNET en línia es va llançar el juny de 1995. CNET, Inc., el propietari del lloc, va fer la seva oferta pública inicial (IPO) el juliol de 1996. El 1998, CNET, Inc. va ser demandada per Snap Technologies, operadors del servei educatiu CollegeEdge, per infracció de marca registrada relacionada amb la propietat de CNET, Inc. del nom de domini Snap.com, a causa que Snap Technologies ja posseïa una marca registrada en el seu nom.
CNET va produir un altre programa de notícies sobre tecnologia de televisió anomenat News.com que es va emetre a CNBC a partir de 1999. De 2001 a 2003, va operar CNET Radio a Clear Channel, propietat de KNEW (910) a l'àrea de la badia de San Francisco, WBPS (890) a Boston i XM Satellite Radio. CNET Radio va oferir una programació temàtica tecnològica. Després de no aconseguir una audiència suficient, CNET Radio va deixar de funcionar el gener de 2003 a causa de pèrdues financeres.

### Adquisicions i ampliacions
El juliol de 1999, CNET, Inc. va adquirir l'empresa GDT amb seu a Suïssa, que més tard va canviar el nom a CNET Channel. El 1998, CNET, Inc. va concedir el dret a Asiacontent.com per configurar CNET Àsia i l'operació es va tornar al desembre de 2000. Al gener de 2000, al mateix temps que CNET, Inc. es va convertir en CNET Networks, va adquirir el lloc de compres de comparació mySimon per 736 milions de dòlars. L'octubre de 2000, CNET Networks va adquirir ZDNET per aproximadament 1.600 milions de dòlars. El gener de 2001, Ziff Davis va arribar a un acord amb CNET Networks per recuperar els URL perduts en la venda del 2000 de Ziff Davis a SoftBank, una empresa japonesa de mitjans i tecnologia que cotitzava en borsa. L'abril de 2001, CNET va adquirir TechRepublic, que proporciona contingut per a professionals de les TI de Gartner, per 23 milions de dòlars en efectiu i accions. El maig de 2002, CNET Networks va adquirir Smartshop, una empresa de tecnologia de comparació de característiques i catàleg de productes automatitzat, per una quantitat no revelada.